# 어디로 갈까요?
"어디로 갈까요?"는 한국에서 제작된 진승현 감독의 2011년 멜로/로맨스 영화이다. 김규리 등이 주연으로 출연하였고 김용순 등이 제작에 참여하였다.

## 출연
- 김규리 : 희영 역
- 유건 : 준호 역
- 김라임 : 민자 역
- 양성철 : 남편 역
- 조정래 : 준재 역
- 강석준 : 이환 역
- 한제인 : 이환아내 역
- 정성아 : 준호옛애인여자 역
- 권재관 : 목사 역
- 최광영 : 세탁소 사장 역
- 박지은 : 사고 여고생 역
- 이희승 : 교수 역
- 김휘환 : 자전거 소년 역
- 박봉진 : 싸움남 역
- 공고은 : 싸움녀 역
- 이남영 : 성우 역
- 강은정 : 네비게이션 역
- 조진숙 : 라디오 성우 역
- 정다솜 : 영상위원회직원1 역
- 정성훈 : 영상위원회직원2 역
- 빈홍욱 : 조폭1 역
- 김옥철 : 조폭2 역
- 나준기 : 사진사 역
- 김은성 : 대학친구1 역
- 황성민 : 대학친구2 역
- 김은정 : 대학친구3 역
- 김아셀 : 대학친구4 역
- 이창훈 : 땜빵택시기사 역
- 유미나 : 조교 역
- 김부현 : 영화감독 역
- 전규철 : 목사비사 역
- 조형균 : 원조1 역
- 이수전 : 원조2 역
- 예경이, 이유진, 김성령 : 고등학생 역
- 강동권, 최용욱, 최용범, 염대욱, 김영균, 박형욱, 배상원 : 야구부원 역

## 기타
- 각색: 김선희
- 각색: 이공희
- 각색: 진승현
- 각색: 김용순
- 프로듀서: 김지훈
- 프로듀서: 이공희
- 제작실장: 오필진
- 제작부장: 방상환
- 제작부장: 김부현
- 제작부: 정성훈
- 제작부: 이동준
- 제작부: 김은정
- 제작부: 이동주
- 제작지원: 이호석
- 제작자문: 안수근
- 제작자문: 김형곤
- 제작자문: 이화행
- 제작자문: 신상엽
- 투자지원: 김용수
- 라인프로듀서: 오필진
- 행정: 홍혜진
- 제공: 이희승
- 촬영부: 김형준
- 촬영부: 김종문
- 촬영부: 황규백
- 촬영부: 서보람
- 조명: 이주생
- 조명부: 박상욱
- 조명부: 김옥철
- 조명부: 김지홍
- 연출부: 김은성
- 연출부: 황성민
- 연출부: 김휘환
- 스크립터: 이가람
- 조감독: 최광영
- 동시녹음: 이성철
- 붐오퍼레이터: 원창배
- 미술: 김재청
- 미술팀: 유달이
- 미술팀: 윤선미
- 미술팀: 정영빈
- CG: 나준기
- 타이틀제작: 장지현
- 분장: 김희정
- 분장팀: 이은경
- 분장팀: 김채원
- 분장팀: 김희정
- 스토리보드: 황성민
- 마케팅부문: 김아셀
- 사운드수퍼바이저: 김지은
- 사운드부문: 정희구
- 마케팅부문: 홍상우
- 스토리보드: 최은경
- 예고편: 김판기
- 스타일디렉팅: 전미희
- 카메라렌탈: 정희철
- 장비렌탈지원: 전대웅
- 장비렌탈지원: 박지홍
- 제작슈퍼바이저: 윤수인
- 비주얼슈퍼바이저: 정용승
- 촬영지원: 오준세
- 촬영지원: 이광호
- 촬영지원: 장진호
- 캐스팅지원: 서승만
- 캐스팅지원: 우철희
- 작품연구자문: 정재형
- 작품연구자문: 이원덕
- 작품연구자문: 김종완
- 번영자문: 강준모
- 포스트 프로덕션PD: 정윤재
- 비쥬얼 슈퍼바이저: 민경원
- 마케팅부문: 김태곤
- 마케팅부문: 강문석
- 매니저부문: 허성필
- 매니저부문: 배성식
- 매니저부문: 신윤정
- 매니저부문: 김아셀
- 매니저부문: 변상규
- 메이킹: 이창훈
- 컨셉디자인: 박지연
- 컨셉디자인: 민경원